# Suzue Takayama
Suzue Takayama (em japonês:  高山 鈴江; Osaka, 12 de dezembro de 1946) é uma ex-jogadora de voleibol do Japão que competiu nos Jogos Olímpicos de 1968.
Em 1968, ela fez parte da equipe japonesa que conquistou a medalha de prata no torneio olímpico, no qual atuou em sete partidas.